# گوی آذرخش (فیلم)
گوی آذرخش (چکی: Kulový blesk) فیلمی به کارگردانی لادیسلاو اسمولیاک است که در سال ۱۹۷۹ منتشر شد.